# Pardies
Pardies is een gemeente in het Franse departement Pyrénées-Atlantiques (regio Nouvelle-Aquitaine). De plaats maakte tot 2016 deel uit van het arrondissement Oloron-Sainte-Marie. Per 1 januari 2017 werd zij overgeheveld naar het arrondissement Pau. Pardies telde op 1 januari 2022 920 inwoners.

## Geografie
De oppervlakte van Pardies bedroeg op 1 januari 2022 5,82 vierkante kilometer; de bevolkingsdichtheid was toen 158,1 inwoners per km².

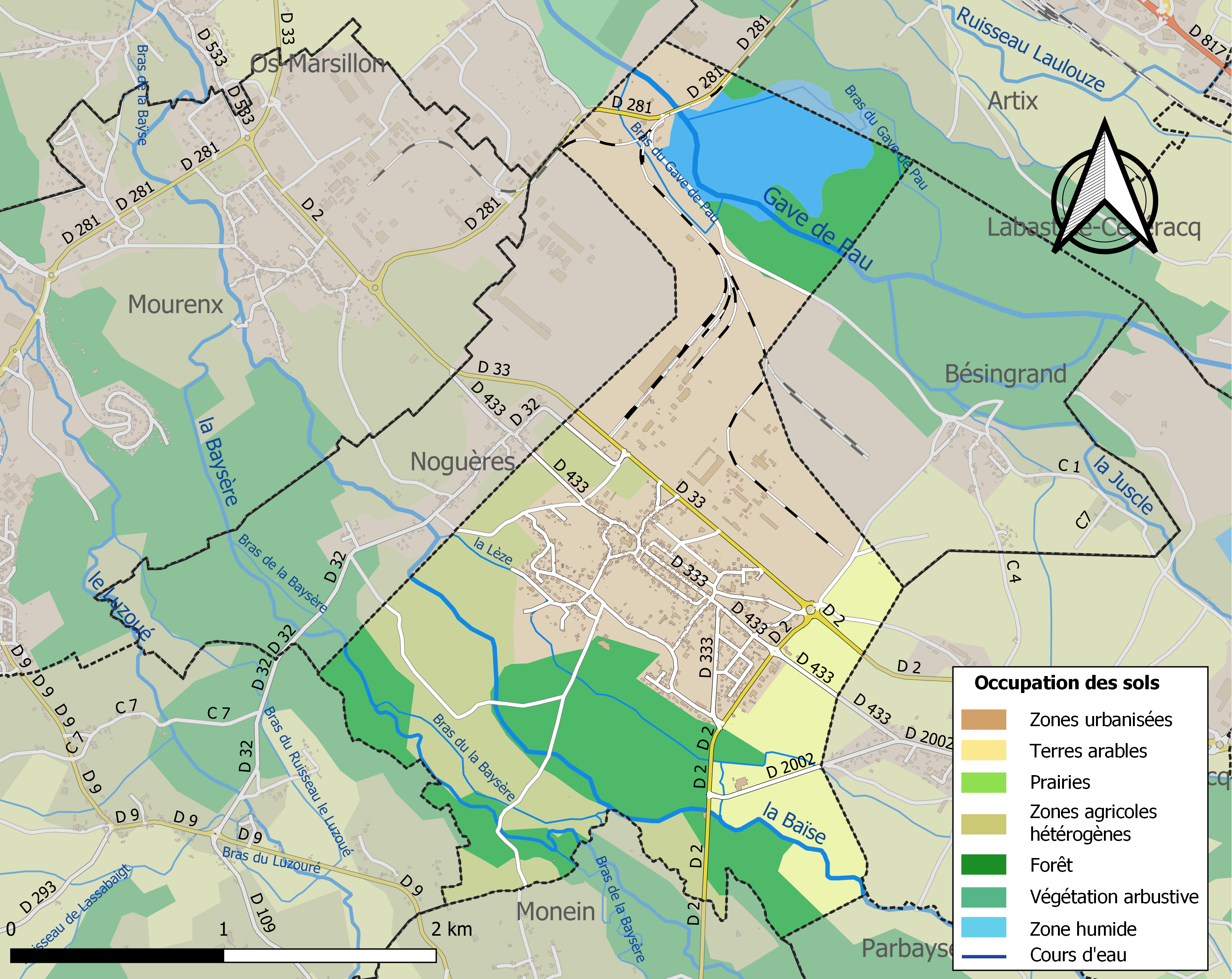
Kaart van de gemeente met belangrijkste infrastructuur, bodemgebruik en omliggende gemeenten

## Demografie
De figuur toont het verloop van het inwonertal (bron: INSEE-tellingen).